# Gare de Dore
La gare de Dore (Dore Station, ou anciennement Dore & Totley Station) est une gare ferroviaire du Royaume-Uni, située dans la banlieue sud de Sheffield. 
Elle est desservie par Northern qui relie Sheffield à Manchester, utilisant la Hope Valley Line (en).

## Histoire
La gare fut ouverte avec le nom Dore and Totley station le 1er février 1872 (à un coût de £1517 et £450 pour deux acres de terrain) sur l'extension de la ligne, alors âgée de 2 ans, Midland Main Line entre Chesterfield et Sheffield Midland et était initialement desservie par les trains locaux de cette ligne. La gare était desservie par six ou sept trains par semaine et trois le dimanche. En 1894 la gare devint le point de jonction avec la nouvelle ligne de Dore & Chinley (appelée désormais la Hope Valley Line). Le quai pour les services vers le sud devint une île et un nouveau quai fut construit à l'est. 
Le 7 octobre 1907 un express de Sheffield à Birmingham et Bristol dérailla sur les aiguillages à l'avant de la gare et atterrit dans un quai et la locomotive de tête se retourna. Les mécaniciens furent éjectés à l'extérieur de la cabine mais survécurent, aucun des passagers ne fut gravement blessé.
La gare ne reçoit plus de trafic Grande-Ligne depuis les années 1960, le quai en île et le quai à l'est furent détruits dans les années 1980. La Hope Valley Line est une ligne à une voie lors de la traversée de la gare avec les trains des deux directions utilisant la seule plateforme restante.